# Seydlitz farkasfalka
Az Seydlitz farkasfalka a Kriegsmarine tengeralattjárókból álló második világháborús támadóegysége volt, amely összehangoltan tevékenykedett 1941. december 27. és 1942. január 16. között az Atlanti-óceán északi részén, nagyjából Spanyolország és Új-Fundland között, valamint a Brit-szigetektől délnyugatra portyázott. A Seydlitz farkasfalka hét búvár hajóból állt, amelyek egy hajót sem süllyesztettek el. A tengeralattjárók közül egy elpusztult. A farkasfalka Friedrich Wilhelm von Seydlitz porosz lovassági tábornokról kapta a nevét.
A farkasfalka egyetlen vesztesége az U–93 volt, amelyet 1943. január 15-én, Madeirától északkeletre a Brit Királyi Haditengerészet HMS Hesperus nevű rombolója mélységi bombákkal elsüllyesztette. A legénység hat tagja meghalt, 40 túlélte az akciót.

## A farkasfalka tengeralattjárói
| A hajó száma | Parancsnoka         | Részvétel kezdete  | Részvétel vége   |
| ------------ | ------------------- | ------------------ | ---------------- |
| U–71         | Walter Flachsenberg | 1941. december 27. | 1942. január 16. |
| U–84         | Horst Uphoff        | 1941. december 27. | 1942. január 13. |
| U–93         | Horst Elfe          | 1941. december 27. | 1942. január 15. |
| U–203        | Rolf Mützelburg     | 1941. december 27. | 1942. január 7.  |
| U–373        | Paul-Karl Loeser    | 1941. december 27. | 1942. január 2.  |
| U–552        | Erich Topp          | 1941. december 27. | 1942. január 6.  |
| U–571        | Helmut Möhlmann     | 1941. december 27. | 1942. január 16. |